# Jan Matura
Jan Matura (* 29. ledna 1980 Český Krumlov) je bývalý český skokan na lyžích a sdruženář.

## Život
Na počátku kariéry se věnoval především severské kombinaci. V roce 1996 vystartoval poprvé na Mistrovství světa juniorů, kde skončil na čtvrtém místě v soutěži družstev. Do seniorských světových soutěží nahlédl hned o rok později v roce 1997, kdy se jako sedmnáctiletý dostal do českého sdruženářského týmu na mistrovství světa v Trondheimu, kde český tým skončil na čtvrtém místě. Na Zimních olympijských hrách 1998 v japonském Naganu byl v soutěži jednotlivců na 35. místě, ve družstvech pak na místě osmém. Častěji se začal prosazovat až o rok později. V roce 1999 skončil devátý v závodě světového poháru v německém Schonachu, ještě v roce 2000 v Berchtesgadenu skončil třetí v letní části série světového poháru, avšak tento výkon již nikdy nepřekonal. Jan Matura měl vždy výrazně lepší skokanskou část a v běžecké části se většinou propadal ve výsledkové listině. Poslední velký sdruženářský závod absolvoval v roce 2001 na mistrovství světa v Lahti, kde skončil na 44. místě. Poté přešel mezi skokany-specialisty.
První velkou premiéru mezi skokany si odbyl už v březnu 1997 v Trondheimu. Na mistrovství světa na velkém můstku tehdy obsadil 39. místo. Další samostatný skokanský závod absolvoval až na sklonku roku 2001. V „druholigovém“ Kontinentálním poháru získal nejdříve nebodované 45. místo, avšak již dva dny poté obsadil čtvrtou pozici a zanedlouho si odbyl premiéru i ve Světovém poháru. Na bodované umístění ovšem ještě dlouho nestačil. V roce 2002 vyhrál mistrovství ČR na velkém můstku, zúčastnil se také ZOH 2002 (střední můstek – 47. místo, velký můstek – 37. místo, družstva – 12. místo). Na mistrovství světa v roce 2003 dosáhl na 20. (velký můstek) a 28. (střední můstek) místo. V posledním závodě sezony 2003 získal i první body do Světového poháru (24. místo v letech v Planici).
Příchod nového reprezentačního trenéra Vasji Bajce v sezóně 2005 prospěla nejen Jakubu Jandovi, ale začala pozitivně ovlivňovat i Maturovu výkonnost. Častěji se dostával mezi nejlepší třicítku skokanů. V Sapporu dosáhl svého dosavadního maxima: 11. místa. V celkovém hodnocení Světového poháru skončil na 44. příčce. V následující letní Grand Prix obsadil čtvrté místo v Courchevelu, v polovině závodů skončil „na pódiu“ (tj. do šestého místa) a celkově obsadil šestou příčku.
Začátkem sezóny 2006 měl kolísající výkonnost. Na domácí půdě se umístil na solidním 14. a 15. místě, avšak na Turné čtyř můstků dokázal bodovat pouze v jednom závodě. V japonském Sapporu, kde tradičně chyběla velká část skokanské špičky, se prvně v kariéře dostal do první desítky a skončil devátý. Na olympiádu v Turíně odjížděl jako česká dvojka za Jakubem Jandou a 21. a 22. místem splnil očekávání (české družstvo skončilo deváté). Pár dní poté vyhrál mistrovství ČR. Ve Světovém poháru obsadil konečné 34. místo.
Po vzestupu v předchozích 3 sezónách přišla stagnace. Nejlepší výsledek Matura zaznamenal na mamutím můstku ve Vikersundu (19. místo). Bodovat dokázal pouze v dalších 3 závodech. Na Mistrovství světa v Sapporu nastoupil do týmového závodu, kde Češi obsadili 9. příčku.
Sezóna 2008 přinesla mírné zlepšení. Nejlépe se Maturovi dařilo na domácí půdě v Liberci, kde si doskočil pro 15. místo. Kromě tohoto výsledku Matura několikrát úspěšně atakoval bodované umístění, ale výraznějšího výkonu už nedosáhl. V posledním závodě sezóny byl Matura součástí týmu, který získal 5. místo v týmovém závodě na můstku Letalnica.
Většinu následující sezóny Matura strávil v Kontinentálním poháru. Dvakrát se podíval na stupně vítězů, 3. místo získal v Braunlage a 2. místo v Zakopanem. Maximem ve Světovém poháru bylo 23. místo ve švýcarském Engelbergu.
Sezóna 2010 byla podobná těm předchozím. Jedno umístění v elitní dvacítce Světového poháru (16. místo v Klingenthalu). Velice dobrých umístění Matura dosáhl v Kontinentálním poháru ve slovinské Kranji (4. a 9. místo), ale hlavně v Brotterode, kde v prvním závodě skončil 5. a ve druhém dokonce zvítězil. Na Mistrovství světa v letech skončil v týmové soutěži pátý.
Sezóna roku 2011 byla pro Maturu úspěšná. V lednu na domácí půdě v Harrachově skončil jedenáctý a dvacátý. Poté v Sapporu, kde chyběla část světové špičky, získal 10. a 4. místo. V posledním závodě sezóny, kam se kvalifikovalo 30 nejlepších v sezóně, skončil Matura na 13. místě a zakončil tak svoji nejlepší sezónu na celkovém 27. místě ve Světovém poháru.
V lednu 2013 vyhrál závod Světového poháru v japonském Sapporu, když svými skoky 132 m a 135 m (249,5 bodů) porazil druhého Nora Toma Hildeho rozdílem sedmi desetin bodu. O den později úspěch zopakoval po vyrovnaných skocích 132,5 m a 133 m.
Startoval také na ZOH 2014. Na středním můstku skončil ma 23. příčce, na velkém můstku byl osmnáctý a s českým týmem obsadil v závodě družstev sedmé místo.
V květnu 2017 ohlásil ukončení své sportovní kariéry.

## Umístění ve Světovém poháru
- 2002/2003: 72. místo (7 bodů)
- 2003/2004: 51. místo (32 bodů)
- 2004/2005: 44. místo (66 bodů)
- 2005/2006: 34. místo (121 bodů)
- 2006/2007: 57. místo (33 bodů)
- 2007/2008: 44. místo (39 bodů)
- 2008/2009: 66. místo (10 bodů)
- 2009/2010: 53. místo (45 bodů)
- 2010/2011: 27. místo (180 bodů)
- 2011/2012: 52. místo (40 bodů)
- 2012/2013: 10. místo (631 bodů)
- 2013/2014: 26. místo
- 2014/2015: 40. místo
- 2015/2016: 33. místo